# Васино (Угранский район)
Васино — Деревня в Угранском районе Смоленской области России. Входит в состав Полдневского сельского поселения. 
Население — 3 жителя (2007 год). 
Расположена в юго-восточной части области в 11 км к юго-западу от Угры, в 8 км северо-западнее автодороги Знаменка-Спас-Деменск, на берегу реки Гордота. В 11 км северо-восточнее от деревни находится железнодорожная станция Угра на линии Торжок-Брянск. 

## История
В годы Великой Отечественной войны деревня была оккупирована гитлеровскими войсками в октябре 1941 года, освобождена в марте 1943 года.